# Joo Hyong-jun
Joo Hyong-jun (in hangŭl: 주형준; Seul, 22 aprile 1991) è un pattinatore di velocità su ghiaccio sudcoreano.

## Biografia
Nel 2010 fu selezionato dalla nazionale sudcoreana juniores di short track, per partecipare ai Campionati mondiali di Taipei, dove vinse la medaglia d'oro nella staffetta. Dopo quell'esperienza si è dedicato esclusivamente al pattinaggio di velocità su pista lunga.

## Palmarès

### Pattinaggio di velocità

#### Olimpiadi
- 1 medaglia:
  - 1 argento (inseguimento a squadre a Soči 2014).

#### Campionati mondiali su distanza singola
- 1 medaglia:
  - 1 argento (inseguimento a squadre a Soči 2013).

#### Universiadi
- 2 medaglie:
  - 1 oro (inseguimento a squadre a Trentino 2013);
  - 1 bronzo (1500 m a Trentino 2013).

### Short track

#### Campionati mondiali juniores
- 1 medaglia:
  - 1 oro (staffetta a Taipei 2010).